# Guaçuí (kommun)
Guaçuí är en kommun i Brasilien.   Den ligger i delstaten Espírito Santo, i den sydöstra delen av landet, 900 km sydost om huvudstaden Brasília. Antalet invånare är 27 853. Arean är 467 kvadratkilometer.
Terrängen i Guaçuí är kuperad.
Följande samhällen finns i Guaçuí:
- Guaçuí

Omgivningarna runt Guaçuí är huvudsakligen savann. Runt Guaçuí är det ganska tätbefolkat, med 75 invånare per kvadratkilometer.